# Lodore
Lodore est un roman de Mary Shelley paru en 1835.

## Thèmes et intrigue
Le roman s'intéresse aux rapports de pouvoir au sein d'une famille. L'intrigue principale suit les déboires de la femme et de la fille de Lord Lodore, qui est tué dans un duel à la fin du premier volume. Il laisse derrière lui quantité de problèmes légaux, financiers et familiaux qu'elles doivent résoudre. Trois personnages féminins sont au cœur du récit : la fille de Lodore, Ethel, élevée par un père strict ; sa femme Cornelia, qui ne l'aime plus et s'intéresse avant tout aux codes de la société aristocratique ; et Fanny Derham, une intellectuelle indépendante qui contraste avec les deux autres,.
Lodore prend position sur des questions politiques et idéologiques, au premier lieu l'éducation des femmes et leur rôle dans la société. Pour Lisa Vargo, le roman dissèque la culture patriarcale qui sépare les sexes et contraint les femmes à être dépendantes des hommes. Betty T. Bennett estime que « le roman propose des paradigmes éducatifs égalitaristes pour les femmes et les hommes, qui apporteraient non seulement la justice sociale, mais aussi les moyens spirituels et intellectuels d'affronter les défis que finit toujours par poser la vie ».

## Accueil
La critique réserve un accueil favorable à Lodore à sa sortie : Fraser's Magazine salue « son ampleur et sa profondeur », et il pousse The Literary Gazette à considérer Mary Shelley comme « l'un de nos écrivains modernes les plus originaux ». Quelques décennies plus tard, en revanche, les critiques se montrent plus circonspects : en 1886, Edward Dowden (en)  qualifie Lodore de « biographie transmutée pour les besoins de la fiction », et en 1889, Florence Marshall estime qu'il est « écrit dans un style aujourd'hui dépassé, ».